# Зареченский сельсовет (Минская область)
Заре́ченский сельсове́т (бел. Зарэчанскі сельсавет) — упразднённая административная единица в составе Логойского района Минской области Республики Беларусь. 1 июля 2013 года присоединен к Октябрьскому сельсовету.

## География
Зареченский сельсовет располагался на северо-западе Логойского района в 35 км от города Логойска.
Площадь земельных угодий составляла 732 га. На территории сельсовета располагалось 15 населенных пунктов, в которых проживало 839 человек.

## Ключевые даты
За свою историю сельсовет претерпел ряд структурных изменений и переименований:
- с 1917 г. — Заречский сельский Совет крестьянских депутатов
- с января 1918 г. — рабочих, солдатских и красноармейских депутатов
- с февраля 1918 г. — рабочих, крестьянских и красноармейских депутатов, д. Заречье Плещеницкой волости Борисовского уезда
- с 20 августа 1924 г. — д. Заречье Плещеницкого района Борисовского округа
- с 9 июня 1927 г. — Плещеницкого района Минского округа
- с 26 июля 1930 г. — Плещеницкого района БССР
- с 5 декабря 1936 г. — Заречский сельский Совет депутатов трудящихся и его исполнительный комитет
- с 15 января 1938 г. — д. Заречье Минской области БССР
- с 25 декабря 1962 г. — д. Заречье Логойского района Минской области БССР
- с 7 октября 1977 г. — Заречский сельский Совет народных депутатов и его исполнительный комитет
- с марта 1990 г. — Заречский сельский Совет народных депутатов
- с 1 июля 1991 г. — Заречский сельский Совет народных депутатов и его исполнительный комитет
- с 19 сентября 1991 г. — д. Заречье Логойского района Минской области Республики Беларусь
- с 15 марта 1994 г. — Заречский сельский Совет депутатов и его исполнительный комитет
- с 6 октября 1994 г. — Зареченский сельский Совет депутатов и исполнительный комитет
- 1 июля 2013 г. — упразднён, территория включена в состав Октябрьского сельсовета

## Состав
Зареченский сельсовет включал 15 населённых пунктов:
- Глубочаны — деревня
- Горавец — деревня
- Дунаи — деревня
- Замошье — деревня
- Заречье — деревня
- Конюхи — деревня
- Котели — деревня
- Лядо — деревня
- Полосы — деревня
- Посадец — деревня
- Пуща — деревня
- Репище — деревня
- Селище — деревня
- Скороды — деревня
- Франулино — деревня

## Администрация
Административное здание Зареченского сельского исполнительного комитета находилось по адресу: 223135, Логойский район, д. Заречье, ул. Центральная, дом 9.
- Последний председатель — Золотая Наталья Михайловна.
- Последний секретарь — Пригара Ольга Ивановна.

## Производство
На территории сельсовета располагалось:
- Отделение «Заречье» ОАО Логойской МТС «Райагросервис»

## Социальная сфера
- Посадецкая базовая школа
- Зареченский детский сад
- Зареченский дом культуры
- Посадецкий дом культуры
- Зареченская сельская библиотека
- Посадецкая сельская библиотека
- Зареченский фельдшерско-акушерский пункт
- Посадецкий фельдшерско-акушерский пункт
- Аптека № 74 (д. Заречье)
- Почтовое отделение Заречье
- Почтовое отделение Посадец

Торговое обслуживание жителей осуществляло 3 магазина (Зареченский, Посадецкий, Скородокский) и автомагазины.

## Религия
На территории сельсовета действовал Приход храма Покрова Пресвятой Богородицы, расположенный в д. Горавец